# عبدو تراوري (لاعب كرة قدم)
عبدو تراوري (بالفرنسية: Abdou Traoré)‏ (5 أغسطس 1981 بباماكو في مالي - ) هو لاعب كرة قدم مالي في مركز الدفاع، شارك في الألعاب الأولمبية الصيفية 2004. ولعب مع نادي دجوليبا.

## وصلات خارجية
- عبدو تراوري (لاعب كرة قدم) على موقع الاتحاد الدولي (مؤرشف)  (الإنجليزية)
- عبدو تراوري (لاعب كرة قدم) على موقع قاعدة بيانات كرة القدم.إي يو (الإنجليزية)
- عبدو تراوري (لاعب كرة قدم) على موقع ناشيونال فوتبول تيمز (الإنجليزية)
- عبدو تراوري (لاعب كرة قدم) على موقع أوليمبيديا (الإنجليزية)